# Smyrna (Carolina del Sud)
Smyrna és una població dels Estats Units a l'estat de Carolina del Sud. Segons el cens del 2000 tenia 59 habitants.

## Demografia
Segons el cens del 2000, Smyrna tenia 59 habitants, 22 habitatges i 17 famílies. La densitat de població era de 32,1 habitants/km².
Dels 22 habitatges en un 40,9% hi vivien nens de menys de 18 anys, en un 72,7% hi vivien parelles casades, en un 4,5% dones solteres, i en un 22,7% no eren unitats familiars. En el 18,2% dels habitatges hi vivien persones soles el 4,5% de les quals corresponia a persones de 65 anys o més que vivien soles. El nombre mitjà de persones vivint en cada habitatge era de 2,68 i el nombre mitjà de persones que vivien en cada família era de 3,12.
Per edats la població es repartia de la següent manera: un 28,8% tenia menys de 18 anys, un 6,8% entre 18 i 24, un 28,8% entre 25 i 44, un 18,6% de 45 a 60 i un 16,9% 65 anys o més.
L'edat mediana era de 35 anys. Per cada 100 dones de 18 o més anys hi havia 75 homes.
La renda mediana per habitatge era de 32.500 $ i la renda mediana per família de 36.667 $. Els homes tenien una renda mediana de 35.000 $ mentre que les dones 46.250 $. La renda per capita de la població era de 20.575 $. Cap de les famílies estaven per davall del llindar de pobresa.

## Poblacions més properes
El següent diagrama mostra les poblacions més properes.